# Asmate tancrearia
Asmate tancrearia là một loài bướm đêm trong họ Geometridae.